# Never Gone
Never Gone (с англ. — «Всегда рядом») — пятый  студийный альбом американской группы Backstreet Boys. Название позаимствовано у одноименной песни на альбоме, написанной участником группы Кевином Ричардсоном о смерти отца. В отличие от предыдущих альбомов, оформленных в стиле данс-поп, этот альбом сделан в стиле поп-рок, за что был оценён неожиданно негативно.
Альбом дебютировал в американском чарте Billboard 200 под номером 3 и разошёлся тиражом 293 тыс. экземпляров за первую неделю. «Never Gone» стартовал на первом месте в хит-парадах Бразилии, Германии, Индии, Пакистана, Чили, Южной Кореи и Японии. В США альбом стал платиновым с продажами 1 100 000 экземпляров. Его продажи по всему миру составляют около 10 млн экземпляров. Мировой тур в поддержку альбома начался в июле 2005 года с города Уэст Палм Бич, Флорида.

## Список композиций
| №   | Название                | Автор(ы)                                  | Продюсер                        | Длительность |
| --- | ----------------------- | ----------------------------------------- | ------------------------------- | ------------ |
| 1.  | «Incomplete»            | Dan Muckala Jess Cates Lindy Robbins      | Muckala                         | 3:59         |
| 2.  | «Just Want You to Know» | Max Martin Lukasz Gottwald                | Martin Dr. Luke                 | 3:53         |
| 3.  | «Crawling Back to You»  | Chris Farren Blair Daly                   | John Fields                     | 3:44         |
| 4.  | «Weird World»           | John Ondrasik                             | Gregg Wattenberg                | 4:12         |
| 5.  | «I Still...»            | Martin Rami                               | Martin Rami                     | 3:49         |
| 6.  | «Poster Girl»           | Billy Mann Rasmus Bähncke René Tromborg   | Mann Supa'Flyas                 | 3:56         |
| 7.  | «Lose It All»           | Wally Gagel Shelly Peiken Alexander Barry | Fields                          | 4:04         |
| 8.  | «Climbing the Walls»    | Martin Gottwald                           | Martin Dr. Luke                 | 3:43         |
| 9.  | «My Beautiful Woman»    | Paul Wiltshire Victoria Wu                | Wiltshire Wu                    | 3:38         |
| 10. | «Safest Place to Hide»  | Tom Leonard Robin Lerner                  | John Shanks                     | 4:40         |
| 11. | «Siberia»               | Martin Rami Alexandra Talomaa             | Christian Nilsson Johan Brorson | 4:17         |
| 12. | «Never Gone»            | Kevin Richardson Gary Baker Steve Diamond | Mark Taylor                     | 3:45         |

## Бонус-треки
1. «Song for the Unloved» – 3:40
2. «Rush Over Me» – 3:29
3. «Movin’ On» – 3:31